# Protonuraghe Talei
Die Protonuraghe Talei liegt an den Abhängen des Monte Lisai in der Nähe der Straße von Ortueri nach Sorgono, nahe der Wallfahrtskirche Sagra di San Mauro, etwa 7 km westlich von Sorgono in der Provinz Nuoro auf Sardinien. Sie ist eine der eindrucksvollsten Protonuraghen im zentralen Sardinien.
Das gut erhaltene, etwa ovale Denkmal aus großen Granitsteinen wurde 1981 ausgegraben, wobei Scherben aus der frühen Bronzezeit im Sa Turricula-Stil entdeckt wurden. Zwei gegenüberliegende Eingänge, die sich in den kurzen Seiten des Ovals befindet, führen in den Korridor, der durch die gesamte Masse des Gebäudes verläuft. Auf der linken Seite liegt eine Treppe zur Terrasse (erhalten sind 12 Stufen). Es gibt zwei gegensätzliche Nischen, die teilweise eingestürzt sind. 
Südwestlich der Protonuraghe gibt es Reste eines großen Gigantengrabes.

## Zeitstellung
Die etwa 300 Protonuraghen auf Sardinien entstanden während der Phase B der zweiphasigen Bonnanaro-Kultur, die als Nachfolger der sowohl megalithischen als auch kupferzeitlichen Monte-Claro-Kultur etwa zwischen 1800 und 1500 v. Chr. herrschte.